# Doreen Warriner

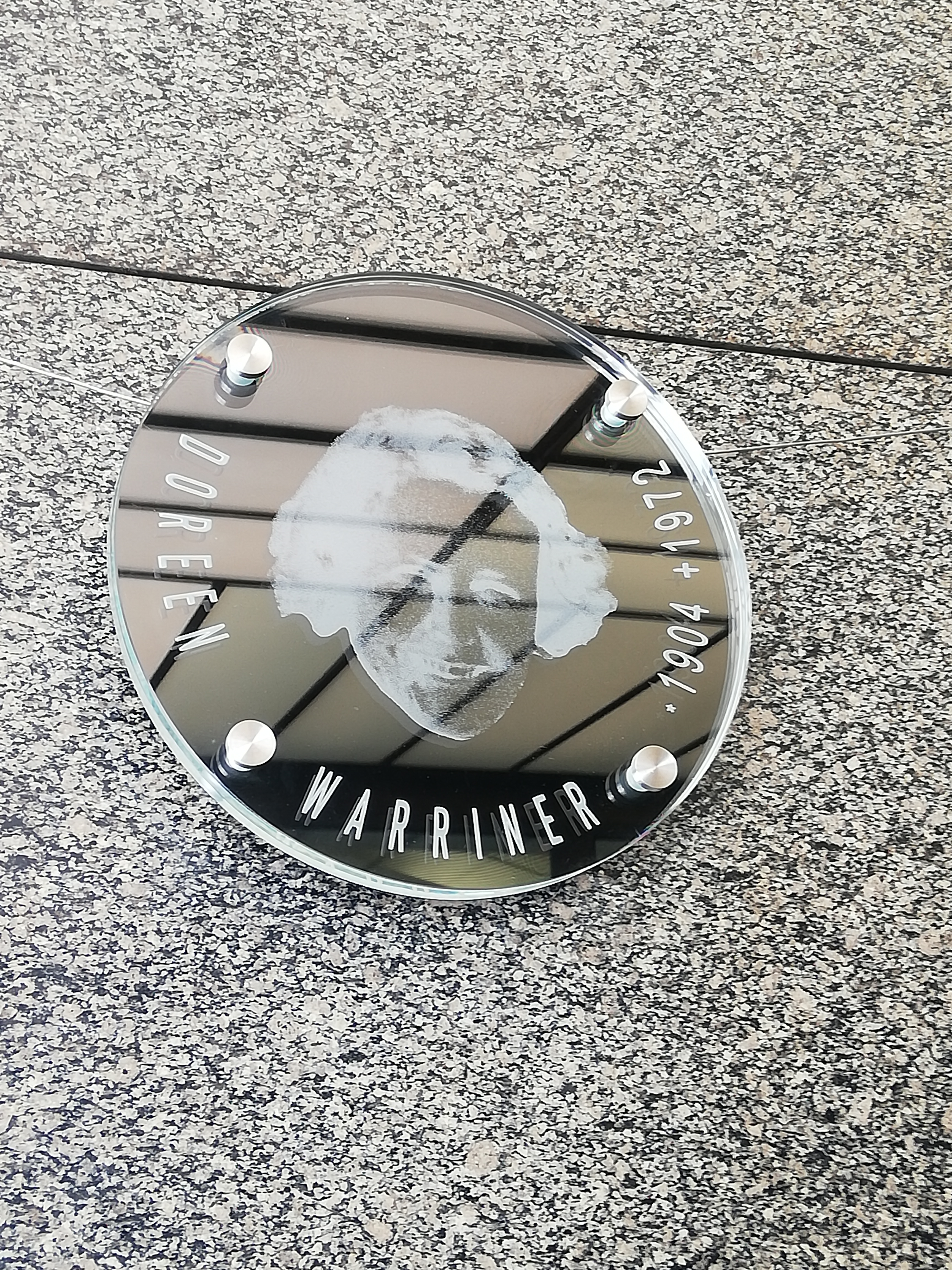
Targa commemorativa di Warriner a Praga (inaugurata nell'aprile 2019)

Doreen Agnes Rosemary Julia Warriner, OBE (Long Compton, 16 marzo 1904 – 17 dicembre 1972), è stata un'economista britannica nota principalmente per il suo operato nel salvataggio dei rifugiati poco prima dello scoppio della seconda guerra mondiale.

## Biografia

### Primi anni
I genitori di Warriner erano Henry Arthur Warriner (1859-1927), un agente immobiliare, e Henrietta Beatrice (1876-1953), figlia di Thomas McNulty, sacerdote anglicano di una parrocchia di periferia nello Staffordshire Black Country, che aveva lasciato l'Irlanda.
Ha studiato al St Hugh's College di Oxford, dove ha conseguito un primo diploma in PPE, seguito da un periodo di studi post laurea presso la London School of Economics. Ha ricevuto un dottorato dal Somerville College di Oxford nel 1931, dove era diventata Mary Somerville Research Fellow nel 1928. È tornata alla vita accademica nel 1947-1961 nella UCL Scuola di studi slavi e dell'Europa orientale presso l'Università di Londra.

### Operazioni di soccorso
Nel dicembre 1938, Warriner iniziò il suo lavoro a Praga come rappresentante del Comitato britannico per i rifugiati dalla Cecoslovacchia (BCRC). Il suo ruolo attivo nel salvataggio dei rifugiati allertò la Gestapo e quindi lasciò Praga il 22 aprile 1939. Lavorò per il ministro della guerra economica in Gran Bretagna ed Egitto e durante il periodo 1944-1946 guidò la divisione per le forniture alimentari della missione jugoslava dell'Amministrazione delle Nazioni Unite per il Soccorso e la Riabilitazione .
È stata insignita del titolo di Ufficiale dell'Eccellentissimo Ordine dell'Impero Britannico (OBE) nel 1942.
Doreen Warriner morì il 17 dicembre 1972 dopo aver subito un ictus.

## Pubblicazioni selezionate
- Economic Problems of Peasant Farming (1939)
- Food and Farming in Postwar Europe (1943)
- Land and Poverty in the Middle East (1948)
- First report on progress in land reform compiled for the United Nations (1954)
- Land Reform in Principle and Practice (1969)[1]